# Grigore Crăiniceanu

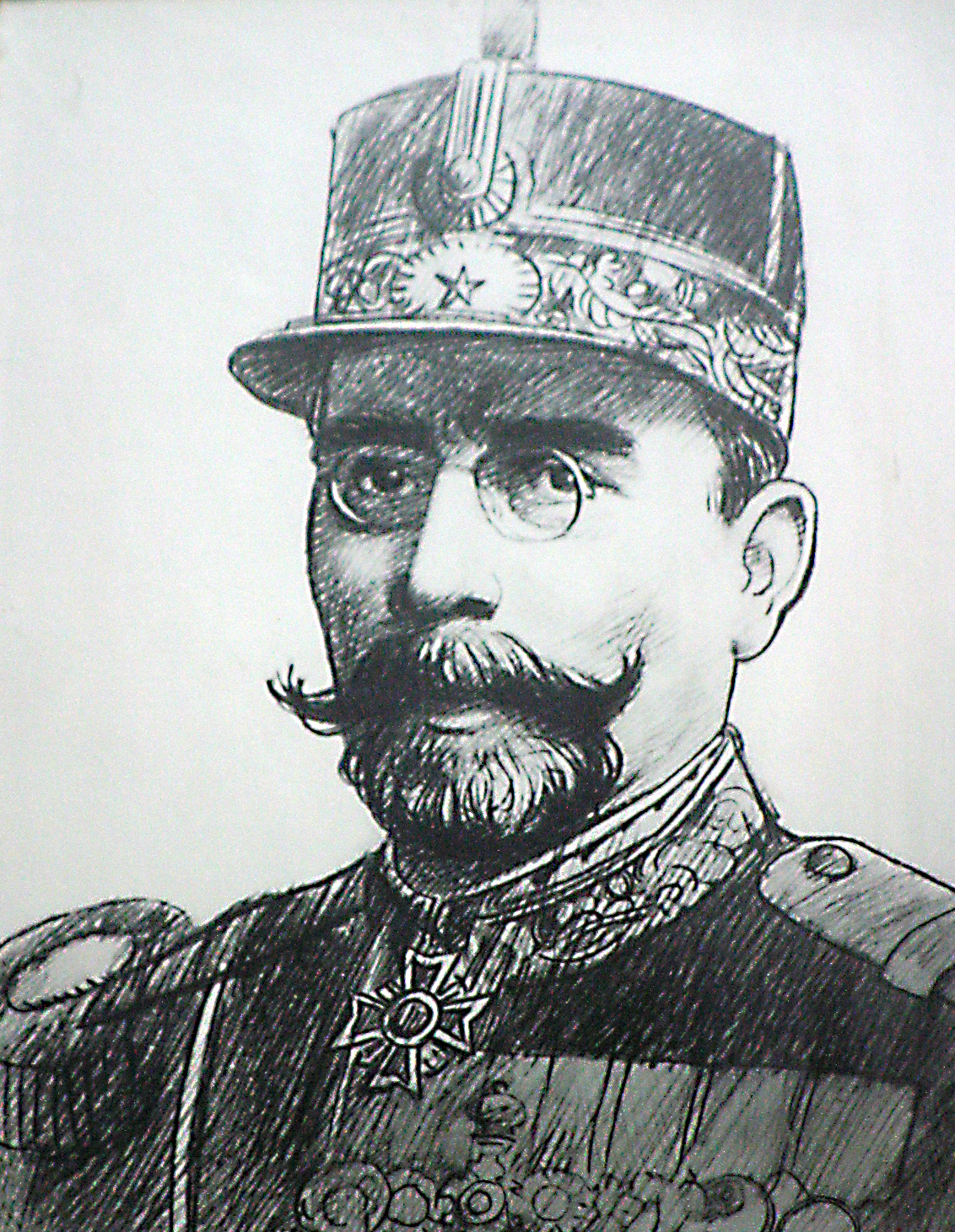
Generalul Grigore Crăiniceanu.

Grigore Crăiniceanu (n. 19 iulie 1852, București – d. 1 octombrie 1935, București) a fost un politician și general român.
A fost membru corespondent și membru titular al Academiei Române.  Arhivat în 5 octombrie 2006, la Wayback Machine.
A participat la Războiul de independență (1877-1878) și la Primul război mondial (de întregire națională) (1916-1918)  Arhivat în 27 septembrie 2007, la Wayback Machine..
Între 1 noiembrie 1909 și 28 decembrie 1910, generalul Grigore Crăiniceanu a fost Ministru de Război în guvernul Ion I. C. Brătianu, succedându-i ministrului interimar de război, Toma Stelian, care a fost în funcție între 4 martie și 1 noiembrie 1909  Arhivat în 11 februarie 2007, la Wayback Machine..
În calitate de ministru de război al României, pe 14 februarie 1910 generalul Grigore Crăiniceanu a efectuat o inspecție a unităților militare din Garnizoana Pitești.  Arhivat în 22 mai 2007, la Wayback Machine.
În calitate de om de cultură, a fondat "Revista armatei " (1883) și "Cercul publicațiunilor militare" (1889).
Generalul de divizie Grigore Crăiniceanu a îndeplinit funcția de comandant al Armatei a II-a (26 august - 26 septembrie 1916).
Generalului Crăiniceanu i se ia comanda Armatei 2 și numai prietenia cu Ionel Brătianu îl salvează de curtea marțială. Referindu-se la situația acelor zile, maiorul Radu Rosetti, șeful Biroului Operațiuni din Marele Cartier general consemna: „... haosul și zăpăceala domnește în comandamentul și printre trupele Armatei a 2-a. Aflăm că Crăiniceanu a dat ordin de «retragere în marș forțat», locotenent-colonelul Gh. Dabija, sub-șeful de stat major al Armatei 2 insistă să i se ieie imediat comanda lui Crăiniceanu”.